# Burgstall Hackl
Der Burgstall Hackl bezeichnet eine abgegangene Höhenburg nahe dem Gemeindeteil Hackl der niederbayerischen Gemeinde Marklkofen im Landkreis Dingolfing-Landau.
Er liegt 180 m westlich von Hackl und etwa 3,1 km südöstlich von Marklkofen. Er wird als Bodendenkmal unter der Aktennummer D-2-7441-0017 im Bayernatlas als „ebenerdiger Ansitz des Mittelalters“ geführt. 

## Beschreibung
An dem steil geböschten oberen Rand des Osthanges eines nach Norden zur Vils führenden Nebentales des Aunkofener Baches liegt zwischen zwei nach Osten gerichteten Kerbtälchen am Waldrand eine kreisrunde Ringwallanlage. Der ebene Innenraum wird von einem mannshohen Wall von 33 m Durchmesser umschlossen. Dieser weist auf der Ostseite eine nach innen gerichtete Einstülpung auf. Auf der Westseite ist der Wall durch eine rezente Eingrabung unterbrochen. Der davor gelagerte Ringgraben weist von der Sohle bis zur Wallkrone eine Höhendifferenz von 3,5 m auf und läuft nach Westen im Hang aus. Vor dem Walldurchlass wird er von einer Erdbrücke überquert.